# Geneseo (Illinois)
Geneseo è un comune degli Stati Uniti d'America, situato in Illinois, nella Contea di Henry.